# امین ماهر
امینا ماهر (زادهٔ اسفند ۱۳۷۰ در تهران) فیلمسازوکارگردان کوئیر ایرانی است.
وی فرزند مانیا اکبری فیلمساز و هنرمند ایرانی است.

## حرفه و زندگی
ماهر از دوران کودکی به ادبیات و سینما علاقهٔ فراوان داشت. اولین حضور سینمایی او در فیلم ده (فیلم ۱۳۸۰) ساختهٔ عباس کیارستمی بود.  بعد از آن به عنوان بازیگر، دستیار کارگردان و تدوینگر با مادرش همکاری داشت و تمرینِ فیلمسازی را با فیلمبرداری از دوستانش در مدرسه و بعدها در دانشگاه آغاز کرد. 
در سال ۱۳۸۹ وارد دانشگاه تهران شد و سه ماه بعد از آن برای شرکت در تظاهرات روز دانشجو، روز شانزدهم آذر دستگیر شد و یک هفته در زندان اوین در سلول انفرادی در بازداشت بود. ماهر بعد از آن ایران را ترک کرد و بعد از یک سال زندگی در دبی برای تحصیل در رشته ی سینما به مالزی رفت. در سال ۲۰۱۶ میلادی از دانشگاه لیمکوکوینگ در مالزی فارغ التحصیل شد.
در سال ۲۰۱۴ با ساخت اولین فیلم کوتاهش "جین شیرین و شراب سرد" کارگردانی را نیز به‌طور جدی آغاز کرد و یک سال بعد از آن فیلم کوتاه "نارنجی" و "یک پنجره برای من کافیست" را کارگردانی و تدوین کرد. فیلم‌های کوتاه او در جشنواره‌های مختلف بین‌المللی در بخش مسابقه به نمایش در آمدند و جایزه گرفتند. از جمله فیلم "جین شیرین و شراب سرد" در جشنوارهٔ اولدنبرگِ آلمان در بخش مسابقه نمایش داده شد. و از فستیوال اوپن در بنگلادش جایزه گرفت.
در میان فیلم های کوتاه او، "نامه ای به مادرم" توانست توجه جشنواره های متعدد را در بیش از چهل و پنج کشور به خود جلب کند و مورد تمجید منتقدان و سینماگران بین المللی قرار بگیرد. "نامه ای به مادرم" در بیش از صد جشنواره ی بین المللی نمایش داده شد و بیش از سی جایزه را از آن خود کرد. این فیلم در معتبرترین جشنواره های کوئیر و فمینیستی در جهان از جمله در جشنواره های فمیناله (قدیمی ترین جشنواره ی زنان در آلمان)، میکس میلانو و لاورز در بخش مسابقه نمایش داده شد.  او در سال ۲۰۱۸ به آلمان رفت و به علت ساخت فیلم های بحث برانگیز و تابوشکنانه پناهنده ی آلمان شد. او از سال ۲۰۱۹ ساکن برلین است و در همین سال در رشته ی کارگردانی سینما در مقطع فوق لیسانس در دانشگاه بابلسبرگ آلمان مشغول به تحصیل شد.

## آثار
کارگردانی
- نامه ای به مادرم (۲۰۱۹)
- یک پنجره برای من کافیست (۲۰۱۶)
- نارنجی (۲۰۱۵)
- جین شیرین و شراب سرد (۲۰۱۴)

کتاب
- از یازده بشمار (شعر)[۱۹]